# Zindah Jan
Zindah Jan är en distriktshuvudort i Afghanistan. Den ligger i distriktet Zindah Jan och provinsen Herat, i den västra delen av landet, 700 kilometer väster om huvudstaden Kabul. Zindah Jan ligger 834 meter över havet och antalet invånare är cirka 10 000.